# Philothée de Pskov
Le moine Philothée (1465 - 1542) du monastère Éléazar de Pskov formula pour la première fois la théorie de Moscou Troisième Rome dans une lettre adressée à Vassili III vers 1510-1511. Selon cette lettre, deux Romes étaient déjà tombées, la troisième était debout et il n'y aurait pas de quatrième. Cette vision, essentiellement apocalyptique, sera reprise ensuite par les scoliastes pour devenir une des doctrines officielles du Patriarcat de Moscou.
En août 2009, des fouilles permettent de mettre au jour la tombe présumée de Philothée.